# Henry Head
Sir Henry Head, född 4 augusti 1861, död 8 oktober 1940, var en brittisk neurolog.
Head blev medicine doktor i Cambridge 1892, var läkare vid Londons sjukhus och utgivare av Brain 1910–1925. Genom sina Studies in neurology (2 band, 1920) och framför allt genom sitt omfattande arbete om språkrubbningar, Aphasia and kindred disorders of speech (2 band, 1926), kastade Head nytt ljus över hjärnfunktionernas samband med psyket. Heads forskningar kom tillsammans med de av Adhémar Gelb och Kurt Goldstein att definitivt avvisa den lokaliseringsteori som bland annat hade företrätts av Salomon Eberhard Henschen.